# Špidláky
Špidláky este o arie protejată (arie specială de conservare — SAC, sit de importanță comunitară — SCI) din Republica Cehă întinsă pe o suprafață de 15,37 ha, integral pe uscat.

## Localizare
Centrul sitului Špidláky este situat la coordonatele 48°55′15″N 16°57′36″E / 48.920833°N 16.96°E.

## Înființare
Situl Špidláky a fost declarat sit de importanță comunitară în aprilie 2005 pentru a proteja 2 specii de plante și 1 specie de animale. Situl a fost protejat și ca arie specială de conservare în ianuarie 2013.

## Biodiversitate
Situată în ecoregiunea panonică, aria protejată conține 1 habitat natural: Pajiști stepice panonice pe loess.
La baza desemnării sitului se află mai multe specii protejate:
- plante (2): Artemisia pancicii, târtan (Crambe tataria)
- nevertebrate (1): Carabus hungaricus